# Genetta bourloni
Genetta bourloni is een zoogdier uit de familie van de civetkatachtigen (Viverridae). De wetenschappelijke naam van de soort werd voor het eerst geldig gepubliceerd door Gaubert in 2003.